# Wolfgang Grupe

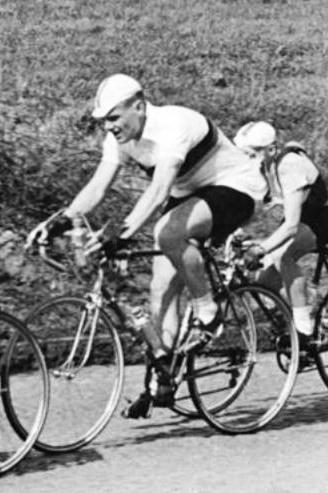
Wolfgang Grupe (vorne) 1955

Wolfgang Grupe (* 24. August 1930 in Hannover; † 20. Dezember 1970 in Wettbergen) war ein deutscher Radsportler. Er war sowohl in der Bundesrepublik als auch in der DDR aktiv.

## Sportliche Laufbahn
Am 1. November 1948 wurde Grupe Mitglied des Radsport-Vereins Concordia in Hannover. Er stieg 1949 in die Amateurklasse auf und startete bei der Deutschen Meisterschaft der Straßenfahrer, wo er den vierten Platz belegte. 1949 gewann er Rund um Paderborn.
In den beiden folgenden Jahren 1950 und 1951 belegte er bei denselben Meisterschaften jeweils Platz zwei. 1950 war er bei Rund um den Maschsee in Hannover erfolgreich. 1951 gewann er den Großen Conti-Straßenpreis. 1953 wurde er in die deutsche Nationalmannschaft der Straßenfahrer aufgenommen und bei mehreren internationalen Rennen aufgeboten. Daneben unternahm Grupe einen Abstecher zum Bahnradsport und wurde dort bei der Deutschen Meisterschaft im Zweier-Mannschaftsfahren mit seinem Hannoveraner Mannschaftskollegen Horst Krüger Dritter.
Nachdem er 1954 die Berliner Etappenfahrt gewonnen hatte, wechselte er im Februar 1955 in die DDR über. Dort wurde dem gelernten Maurer ein Studienplatz an der Leipziger Sporthochschule DHfK angeboten und der SC DHfK übernahm ihn in seine Radsportsektion. Bereits am 9. Februar bestritt er sein erstes Rennen im Trikot des SC DHfK Leipzig auf der Bahn der Werner-Seelenbinder-Halle in Berlin. Unter anderem durch seinen Sieg beim Eintagesrennen Berlin–Leipzig empfahl er sich für die Teilnahme an der Dreiländer-Etappenfahrt Internationale Friedensfahrt. Bei der achten Friedensfahrt von Prag über Ost-Berlin nach Warschau erreichte Grupe mit Platz acht auf der siebten Etappe sein bestes Tagesergebnis, in der Gesamtwertung landete er als vorletzter DDR-Fahrer auf dem 26. Rang mit 1:25 h Rückstand auf den Tourgewinner Gustav-Adolf Schur. Ein Jahr später gehörte er schon nicht mehr zur Stammmannschaft des SC DHfK und tauchte auch bis zum Frühjahr 1957 nicht mehr auf vorderen Plätzen bedeutender Rennen auf. Noch im Laufe des Jahres 1957 verließ er „bei Nacht und Nebel“ die DDR (www.linden-entdecken.de, s. u.) wieder. Er schloss gleichzeitig mit dem Leistungssport ab, engagierte sich aber wieder bei seinem ehemaligen Verein RV Concordia, wo er die Betreuung des Radsportnachwuchses übernahm. Mit 40 Jahren verstarb er an Leukämie.